# Cola Montano
Nicola Capponi, llamado Cola o Colla Montano (Gaggio Montano, s. XV - Florencia, 14 de marzo de 1482) fue un humanista italiano, docente en Milán y en Bolonia, supuesto inductor del asesinato del duque de Milán Galeazzo Maria Sforza.
Consejero y agente de Girolamo Riario durante la guerra de Toscana, murió ejecutado por haber conspirado contra la República de Florencia.   

## Biografía
Nacido en los Apeninos tosco-emilianos en el pequeño pueblo de Gaggio Montano, de donde le vino el sobrenombre Cola Montano, se desconoce su filiación y estudios, que probablemente hizo en la cercana Universidad de Bolonia.

### Docente y tipógrafo en Milán
Cerca del año 1462 se estableció en Milán, atraído por la protección que el duque Francesco Sforza ofrecía a los literatos, y fundó una escuela privada donde enseñó la Retórica a un alumnado numeroso.  Tras la muerte del duque en 1466 heredó el ducado su hijo Galeazzo Maria Sforza, que en 1468 le concedió la cátedra pública de lengua latina.
En Milán mantuvo relaciones con destacados literatos de la corte sforzesca como Gabriele Paveri Fontana, Bonino Mombrizio, Francesco Puteolano, Francesco Filelfo o Giorgio di Trebisonda; con el primero de estos y con Antonio Zaroto formó en 1472 una sociedad para implantar la primera imprenta milanesa, aunque disuelta la empresa, el año siguiente pasó a asociarse con Filippo de Lavagna.

### La conjura contra el duque
El gobierno del duque Galeazzo en Milán tenía numerosos opositores: con reputación de tiránico, soberbio, libidinoso y cruel, se rumoreaba que había ordenado el asesinato de su madre Bianca Maria Visconti.  
Montano era uno de los insatisfechos, y en sus lecciones alababa las bondades de las repúblicas sobre los principados, defendía el derecho de sus habitantes a liberarse de la tiranía por la fuerza y propugnaba el derrocamiento del duque proponiendo como ejemplos a Bruto, Casio y Catilina; en 1474 maniobró para que tres de sus jóvenes discípulos más acérrimos (entre ellos Girolamo Olgiati) marchasen a espaldas de sus familias a aprender el oficio de las armas con el afamado condotiero Bartolomeo Colleoni.
La maniobra le hizo ganar fama de conspirador y sobre todo le atrajo las sospechas del duque: en 1474 fue encarcelado durante unos días como presunto autor de unos epigramas mordaces contra el ministro Paveri Fontana, y el año siguiente fue nuevamente hecho preso en Pavía y avergonzado públicamente, supuestamente por haber violado a una mujer, aunque nunca se le abrió un proceso formal.  Con la ayuda de su amigo Giovanni Andrea Lampugnani y protegido por Bartolomeo Colleoni, en mayo de 1475 abandonó Milán.

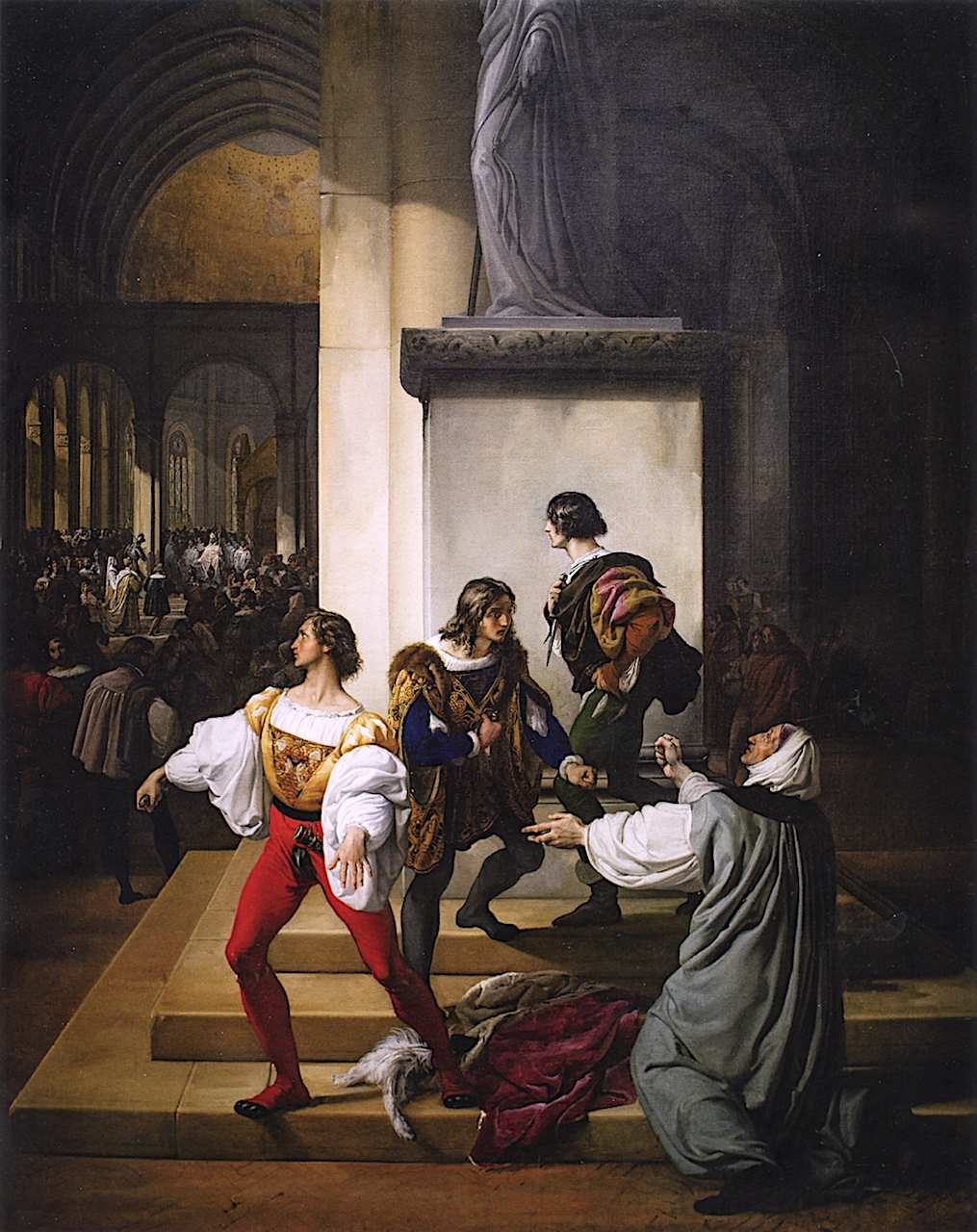
La conjura de Lampugnani.

En diciembre de 1476 Lampugnani, Olgiati y Carlo Visconti apuñalaron hasta la muerte al duque Galeazzo en la iglesia de Santo Stefano.  Antes de ser ajusticiado Olgiati dictó una confesión en la que señalaba a Montano como el inductor. Sin embargo la justicia milanesa no presentó cargos contra Montano, que desde hacía año y medio se encontraba en Bolonia ejerciendo como profesor en la universidad.
No está claro si por estas fechas era ya clérigo, como él mismo se definió al final de su vida, o si lo fue después.

### La guerra de Toscana
Acuciado por la falta de dinero, Montano se vio envuelto en diversas intrigas políticas que en Italia eran constantes en aquellas fechas.  Rehusó participar en el fallido intento de Niccolò d'Este de derrocar a su tío Ercole, por hallarlo "empresa vana", lo que se confirmó cuando el primero murió ejecutado por el segundo en septiembre de 1476, pero sí intervino en Lucca para advertir de las intenciones de Florencia y Milán contra esta república.

Italia en el s. XV.

En 1478 las relaciones entre el papa Sixto IV y el signore de la República de Florencia Lorenzo de Médici se habían deteriorado hasta el punto de que el primero dispuso que el segundo fuera desalojado del gobierno.  En abril tuvo lugar la conspiración de los Pazzi en la que Lorenzo resultó herido y su hermano Giuliano muerto, y en julio comenzó la guerra de Toscana en la que los Estados Pontificios, Nápoles y Siena atacaron Florencia, que contaba con la ayuda de Venecia, Milán y Ferrara. 
En el contexto de la guerra, Montano viajó a Nápoles, Urbino y Roma para exponer al rey Ferrante I, al duque de Calabria Alfonso II, al de Urbino Federico da Montefeltro, al papa Sixto IV y a su sobrino Girolamo Riario los planes que habían elaborado algunos habitantes de Pistoia para sustraer esta ciudad al dominio florentino.
La guerra perdió fuerza cuando Lorenzo de Médici y el rey Ferrante I acordaron la paz al margen de los demás, y quedó relegada cuando en el verano de 1480 los otomanos conquistaron Otranto haciendo necesaria la unidad de todos los estados italianos contra los turcos. 

### La conquista de Pisa

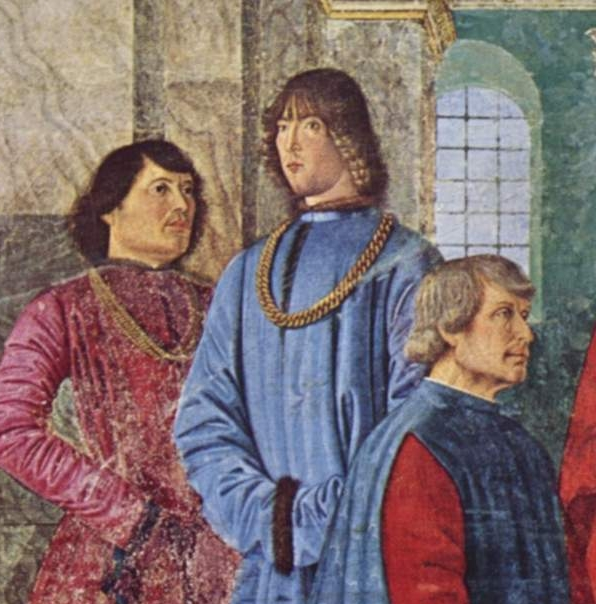
Girolamo Riario.

Montano se estableció en Roma como consejero y confidente de Riario, que persistía en su enemistad contra los Médici.  Mientras seguía estudios de filosofía con Giovanni Argiropulo desempeñó otras misiones por cuenta de su patrón: viajó a Bolonia con la misión de convencer a Giovanni Bentivoglio de unirse contra Florencia y a Lucca con el mismo objetivo; el discurso que pronunció ante las autoridades luquesas fue impreso el año siguiente, aunque posteriormente Montano declaró que había sido publicado sin su consentimiento y tergiversado por el obispo Antonio de Pazzi (hermano del asesinado Jacopo de Pazzi) para darle un sesgo contra Lorenzo de Médici.  

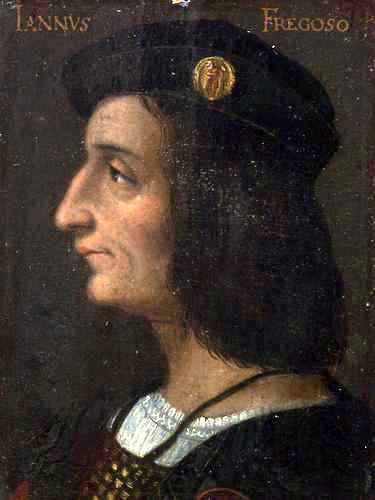
Battista Fregoso.

También por comisión de Riario, en octubre de 1481 viajó a Génova para buscar su apoyo contra Florencia (de mala gana, porque «no preveía otro premio a mis fatigas sino palabras, con las que me hacían cardenal, mientras de verdad no me habían hecho ni canónigo»).  La idea era que los genoveses atacaran el territorio de la antigua República de Pisa, que desde 1406 había quedado bajo el dominio florentino; Montano encontró una acogida favorable a sus planes por parte de los Fregoso, el dux Battista y el condotiero Agostino, y firmó con ellos un acuerdo en el que se comprometían a iniciar las maniobras militares en cuanto Girolamo Riario hubiera puesto a su disposición una cantidad de dinero suficiente.

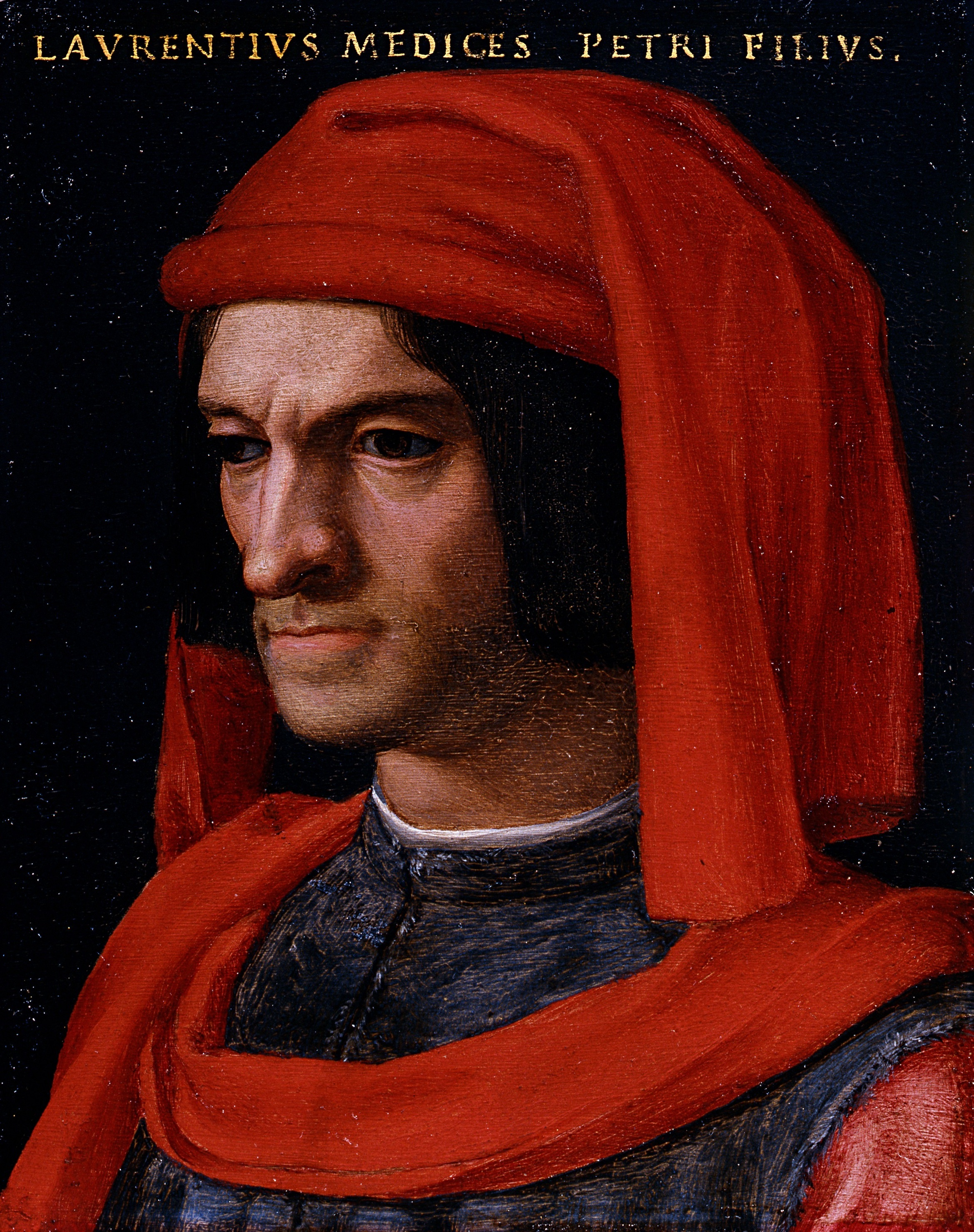
Lorenzo de Médici.

### Ejecución
En febrero de 1482 embarcó en Génova para volver a Roma, pero debido al mal tiempo la nave tuvo que buscar puerto en Piombino; Montano continuó su viaje por tierra, pero ya en territorio sienés fue descubierto y apresado por los espías de Lorenzo de Médici, trasladado a Pisa y de allí Florencia.  
Incriminado por los documentos que portaba con el acuerdo firmado con los genoveses, durante su estancia en prisión redactó un memorial en el que confesaba sus actividades de los últimos años e intentaba exculparse alegando haber actuado por cuenta de Riario.  Fue condenado a muerte, y a mediados de marzo ahorcado en la ventana del Palazzo del Bargello.